# Andrés Nocioni
Andrés Nocioni (Santa Fe, 30 november 1979) is een Argentijns voormalig basketballer.

## Carrière
Na zijn tijd in de Argentijnse eerste divisie, verhuisde Nocioni in 1999 naar Spanje. Daar speelde hij voor TAU Cerámica Vitoria in de ULEB EuroLeague en de Spaanse Liga ACB.
Op 11 augustus 2004 werd hij als vrije speler gecontracteerd door de Chicago Bulls. Na vier jaar als speler bij de Bulls ging Nocioni naar de Sacramento Kings en later naar Philadelphia.
Van 2012 tot 2017 speelde Nocioni opnieuw in de Spaanse ACB League, alsook in de EuroLeague.
Andrés Nocioni speelt voor de Argentijnse nationale ploeg, met wie hij onder meer de gouden medaille won op de Olympische Spelen van 2004 in Griekenland. In 2008 eindigde de Argentijnse selectie als derde op de Olympische Spelen van Peking met een bronzen medaille.
Bij het wereldkampioenschap basketbal in Turkije in 2010 kon Nocioni alleen als toeschouwer aanwezig zijn. Hij reisde wel met de ploeg naar het toernooi, maar zijn toenmalige club Philadelphia 76ers verbood hem deel te nemen nadat hij tijdens het trainingskamp een blessure had opgelopen.

## Erelijst
- 3x Spaans landskampioen: 2002, 2015, 2016
- 4x Spaans bekerwinnaar: 2002, 2004, 2015, 2016
- 1x Spaans supercup winnaar: 2014
- 1x EuroLeague: 2015
- 1x Intercontinental Cup: 2015
- Olympische Spelen: 1x , 1x
- Wereldkampioenschap: 1x
- FIBA Diamond Ball: 1x , 1x
- FIBA AmeriCup: 2x , 2x , 1x
- Zuid-Amerikaans kampioenschap: 1x , 1x